# Madalena (Chaves)
Madalena é um bairro da cidade portuguesa e do Município de Chaves, que foi sede da extinta Freguesia de Madalena, freguesia que tinha 6,08 km² de área e 1 582 habitantes (2011), e, por isso, uma densidade populacional de 260,2 hab/km².
A Freguesia de Madalena foi extinta em 2013, no âmbito de uma reforma administrativa nacional, tendo-lhe sido agregada a Freguesia de Samaiões para formar uma nova freguesia denominada União das Freguesias de Madalena e Samaiões da qual é a sede.

## Património
Na Ponte Romana, a meio do seu comprimento, erguem-se dois padrões, em posição simétrica. Um, em homenagem aos povos flavienses que, à sua própria custa, a construíram, como revela a epígrafe desse padrão; o outro é denominado o Padrão dos Povos e apresenta uma epígrafe que enaltece a majestade romana, representada pelo Imperador Vespasiano, a grande obra realizada e o empenho dos dez povos desta região que a levantaram. 
Artística, na sua arquitectura granítica do século XX, é a denominada ponte do Engenheiro Barbosa Carmona, ou Ponte Nova como é vulgarmente designada. 
No perímetro urbano da freguesia existem ainda a ponte de S. Roque, moderníssima e muito bem lançada no seu único arco, e a mais recente ponte pedonal, todas elas, nas margens do rio Tâmega, ligando as freguesias de Santa Maria Maior e da Madalena. 

No Bairro da Madalena ergue-se, imponente e mirando se nas águas do rio, a Igreja de S. João de Deus, construída na época de D. João V, em brilhante barroco, cujo projecto é atribuído ao coronel Tomé de Távora e Abreu, engenheiro militar flaviense do primeiro quartel do século XVIII. 

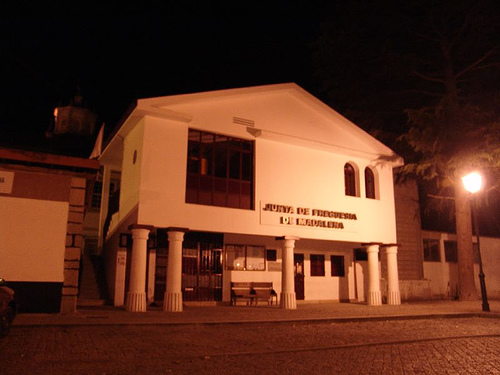
Junta de Freguesia da Madalena - Chaves.

 É de destacar a exuberância do zimbório, a frontaria com os seus grandes anjos, e a planta interior em interessante formato octogonal. Anexo a esta igreja funcionou um Convento da Ordem de S. João de Deus, depois transformado em Hospital Real; mais tarde, nos princípios do século XIX, aí funcionou a Escola Médico Cirúrgica, e hoje está o edifício adaptado a uma Residência de Estudantes. 
Nesse mesmo bairro está situado o centenário e histórico Jardim Público, debruçado sobre o rio Tâmega, com as suas frondosas árvores, a sua miniatural casinha portuguesa, o seu rendilhado coreto, os seus aristocráticos portões de acesso. Espaço muito querido dos flavienses, nele se homenageia o bairrismo e a benemerência do ilustre transmontano Cândido Pinto Sotto Mayor. 
Ainda na Madalena, no Campo da Fonte, há uma bela capelinha barroca, propriedade particular. As capelas de S. Roque e de S. Bento, de linhas muito singelas, estão também situadas na margem esquerda do rio.

## População
| 1991  | 2001  | 2011  |
| 1 902 | 2 004 | 1 582 |

(Obs.: Número de habitantes "residentes", ou seja, que tinham a residência oficial nesta freguesia à data em que os censos  se realizaram.)
Criada pela Lei 55/84, de 31 de Dezembro, em resultado da divisão da antiga freguesia de Chaves